# Dia do Anjo

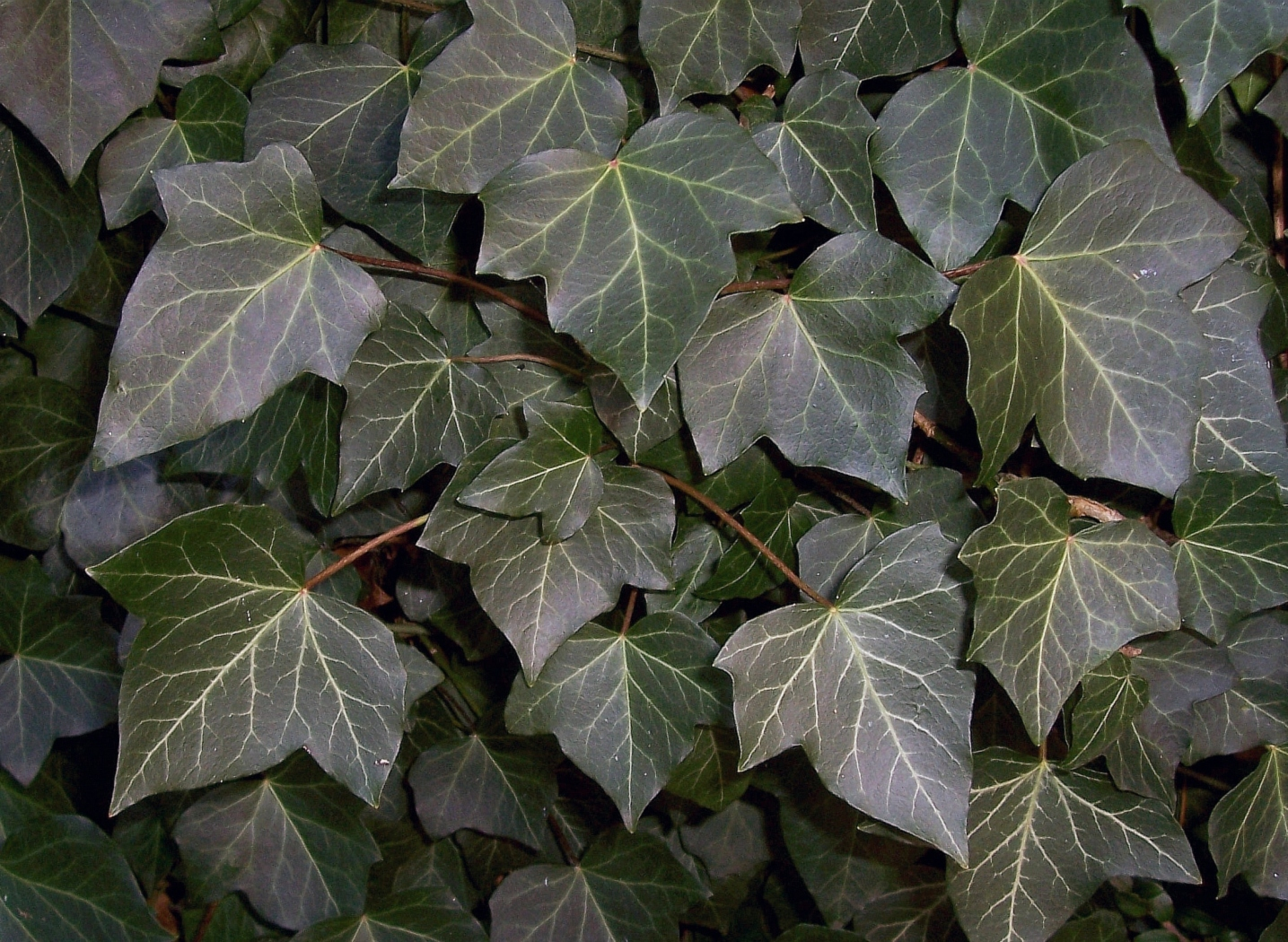
A Hera é a planta que simboliza o dia do Anjo, anteriormente festa da Hera.

O Dia do Anjo, Segunda-feira do Anjo, Anjo ou Festa da Hera, é uma festa do litoral norte português com origem na Póvoa de Varzim, mas também comemorado em diversas localidades (em especial Vila do Conde e Esposende) no qual a população faz um piquenique familiar nos campos e bouças (um género de bosque) da região na segunda-feira depois da Páscoa, ficando as cidades semi-desérticas. Na Póvoa de Varzim, a população e empresas preferem trabalhar na Sexta-Feira Santa, feriado nacional, e ter a segunda-feira de folga.

## Festa da Hera
Esta festividade popularizada na Festa da Hera dos anos 20 do século XX, possuiu algumas reminiscências de cultos pagãos, iniciada com a ida tradicional da população da Póvoa de Varzim às bouças do Anjo, como é conhecida a freguesia de Argivai (paróquia de São Miguel - o Anjo), onde parte da população tinha origem. No final do século XX, o desenvolvimento urbano da Póvoa de Varzim, nomeadamente a criação de auto-estradas (reduzindo e dividindo significativamente os espaços verdes), a crescente população e a necessidade de variedade de destinos fizeram com que muitas outras áreas da região fossem usadas para esse piquenique familiar, sendo Barca do Lago e Pinhais do litoral de Esposende, São Félix e Serra de Rates na Póvoa de Varzim e o litoral de Mindelo em Vila do Conde bastante populares. No entanto, algumas famílias tradicionais continuam a visitar as zonas verdes que restam da freguesia de Argivai. E, a tradição de fazer casais se deteriorou passando a ser um dia de piquenique de família.
A Hera é uma planta muito comum na Póvoa de Varzim. Acha-se com grande frequência nos muros graníticos que dividem os campos rurais. Na Páscoa, quando chega a primavera, adquirem simbolismo, aquando da visita do compasso com a cruz dando a "boa nova" a cada casa, a população espalha folha de hera em frente à porta de suas casas para serem calcadas pelo compasso. Estas folhas espalhadas pelas ruas podem também formar caminhos, por onde deve passar o compasso ao passar a rua, visitando todas as casas com a porta aberta. A colocação das folhas depende do brio dos residentes de cada rua.
A partir de 1966, a câmara municipal de Vila do Conde começou a dar tolerância de ponto aos seus funcionários.

## Dia dos namorados
O Dia do Anjo era também um dia dos namorados. Os estudantes e outros rapazes solteiros esperavam esse dia com ansiedade. Visto que era o único dia que os pais davam inteira liberdade de manhã à noite. A meio do piquenique cantavam-se muitas músicas do cancioneiro poveiro que puxavam para a dança.
As raparigas, nos anos 20, para financiar os músicos dissidentes da Banda Poveira e que fundaram a Banda Povoense (popularmente Banda dos Passarinhos) aproveitaram a tradicional ida ao Anjo e colocavam-se à entrada das bouças, onde as famílias faziam os piqueniques, vendendo folhas de hera aos casais que passassem:
Quem pela hera passou
e uma folhinha não tirou,
do seu amor não se lembrou.
ou
Quem me dera ser a hera
Pela parede subir
E espreitar à janela
Do teu quarto de dormir.
Levando a que os casais que passassem as comprassem. Os rapazes colocavam uma folha no chapéu ou no bolso do casaco e as raparigas as prendiam ao peito.